# NGC 2911
NGC 2911 је лентикуларна галаксија у сазвежђу Лав која се налази на NGC листи објеката дубоког неба.
Деклинација објекта је + 10° 9' 10" а ректасцензија 9h 33m 46,5s. Привидна величина (магнитуда) објекта NGC 2911 износи 11,5 а фотографска магнитуда 12,5. NGC 2911 је још познат и под ознакама UGC 5092, MCG 2-25-3, CGCG 63-7, ARP 232, PGC 27159.